# Interpol (альбом)
Interpol («Интерпол») — четвёртый студийный альбом американской инди-рок-группы Interpol, вышел 7 сентября 2010 года, при этом лейблом группы вновь выступило издательство Matador Records, выпустившее их первый и второй альбомы (предыдущий альбом, Our Love to Admire, был выпущен Capitol Records).

## Об альбоме
Interpol стал последним альбомом группы, в записи которого принимал участие её бессменный бас-гитарист Карлос Дэнглер: он принял решение покинуть группу, как только вместе с другими музыкантами закончит работу над четвёртым альбомом.
Первый сингл с альбома Interpol под названием «Lights» появился 28 апреля 2010 года, приблизительно за четыре месяца до его выхода. 3 августа официально вышел ведущий сингл альбома — «Barricade». На оба сингла, впоследствии, были сняты и выпущены музыкальные видео.
Альбом Interpol доступен для предварительной покупки и загрузки через iTunes ценой в $9.99.

## Реакция критиков
Как и предыдущие работы Interpol критики положительно приняли пластинку. Хотя многими журналистами было отмечено отсутствие динамичного развития, как и в композициях, так и в творчестве группы. Обозреватель New Musical Express Мартин Робинсон считает, что коллектив добавил больше пафоса, но и больше грусти. Уход бас-гитариста Карлоса Денглера негативно сказался на альбоме, отмечает Мартин. Большая часть музыкальных критиков считала также.

## Список композиций
| №   | Название                                                                    | Длительность |
| --- | --------------------------------------------------------------------------- | ------------ |
| 1.  | «Success» (Успех)                                                           | 3:28         |
| 2.  | «Memory Serves» (Воспоминание поможет)                                      | 5:03         |
| 3.  | «Summer Well» (Лето удалось)                                                | 4:05         |
| 4.  | «Lights» (Огни)                                                             | 5:38         |
| 5.  | «Barricade» (Преграда)                                                      | 4:11         |
| 6.  | «Always Malaise (The Man I am)» (В постоянном беспокойстве/Такой я человек) | 4:15         |
| 7.  | «Safe Without» (Без этого лучше)                                            | 4:41         |
| 8.  | «Try it on» (Попытайся)                                                     | 3:42         |
| 9.  | «All of the Ways» (Всеми путями)                                            | 5:18         |
| 10. | «The Undoing» (Падение)                                                     | 5:11         |

Бонус-треки
- «Crimewaves» (эксклюзивный трек, доступный только при предварительной покупке альбома Interpol через iTunes)[7]
- «Gavilan» (бонус-трек в японском издании альбома)[8]

## Клипы

### Lights
Вышедший 22 июня 2010 года — примерно через два месяца после самого сингла, — клип «Lights» был срежиссирован Чарли Уайтом (англ. Charlie White), который снял видео на песню «Evil» со второго альбома группы Interpol. Главные роли в клипе исполнили актрисы Кэндис Мелонакос, Патриция Лью и Хазуки Като. Музыкальное видео открывается следующими вступительными словами:
| Глубоко во внутренних покоях трёхрогого жука-носорога (Chalcosoma caucasus) тщательно охраняемый ритуал добычи феромонов берёт своё начало. |

Сюжет клипа строится вокруг действий его главных героинь — трёх девушек, фигурально изображающих процесс производства феромонов телом трёхрогого жука-носорога (лат. Chalcosoma caucasus). «Феромоновая самка» (Кэндис Мелонакос) проходит ритуал подготовки при помощи двух своих куртизанок (Патриция Лью и Хазуки Като), которые освобождают её от одежды, обмывают её тело и затем заново наряжают. Самка ложится на постамент, и по мере сексуального возбуждения из её глаз, рта и пальцев руки выделяется белая жидкость феромонов, которую куртизанки собирают и оставляют на хранение для будущего использования жуком.
Как объясняет режиссёр, клип, напоминающий балетное представление, служит дополнением к мрачной и наталкивающей на размышление песне «Lights». Для сюжетного образа им был выбран именно трёхрогий жук-носорог, поскольку Чарли Уайт находит это насекомое самым впечатляющим и одновременно «демоническим» на вид. Самец жука-носорога имеет прочную чёрную оболочку и похожий на чёрный шлем череп с тремя рогами, что перекликается с характерной группе Interpol стилистикой. Этот же образ жука послужил режиссёру вдохновением для элементов дизайна клипа «Lights» — полностью чёрных декораций, длинных острых ногтей у мизинцев девушек, исполняющих роли куртизанок, и своеобразную причёску Кэндис Мелонакос, играющей «феромоновую самку».

### Barricade
27 августа 2010 года веб-издание Anthem Magazine выпустило клип на песню «Barricade», режиссёра Моха Азима (англ. Moh Azima). Съёмки клипа проходили на территории аэропорта Флойд Беннетт Филд в Бруклине; в главной роли выступила непосредственно сама группа Interpol — Пол Бэнкс, Дэниэл Кесслер и Сэм Фогарино. Музыканты исполняют песню «Barricade» на лесной поляне, при этом каждый из них находится как бы внутри плоской декорации, копирующей натуральный пейзаж — своеобразной преграде, под стать названию песни. «Мне нравится идея преград и то, что она может означать», — рассказывает режиссёр Мох Азима, «В моём понимании, это нечто, что находится между вами и близким вам человеком и не позволяет выразить свои истинные чувства. Вы отрезаны, не можете воссоединиться, способны строить отношения лишь фальшивые, поверхностные и плоские. Я попытался выразить это визуально в данном клипе».

## Участники записи
- Пол Бэнкс — вокал, гитара;
- Дэниэл Кесслер[англ.] — гитара;
- Сэм Фогарино[англ.] — барабаны, перкуссия;
- Карлос «Ди» Дэнглер[англ.] — бас-гитара, клавишные.